# 隆吐山战役
隆吐山战役是1888年英屬印度陸軍與藏軍之間因為錫金、西藏邊界糾紛而發生的戰爭，英国方面称為「锡金远征」（英語：Sikkim Expedition），藏人稱為「土鼠年戰爭」，中國大陸称為「第一次英國侵藏戰爭」，与「第二次英國侵藏戰爭」相对。結果英軍擊潰了駐守爭議領土隆吐山的藏軍，並佔領入藏的交通要道春丕河谷等地，清廷派駐藏大臣升泰赴印度與英國簽訂了《中英藏印條約》和《中英藏印續約》，劃定藏錫邊界，承認錫金為英國的保護國。

## 背景
19世紀，大英帝國發動多次戰爭，控制了尼泊爾、緬甸、錫金（古名是哲孟雄）和布嚕克巴（不丹）等國家，對中國西南邊疆形成包圍之勢。1861年2月英國入侵錫金，占领錫金首都庭姆隆，錫金国王在3月28日和英屬印度签订了庭姆隆條約，錫金事實上成為英國的保護國，但法律上並沒有排除西藏對錫金的影響力。錫金卻嘉（國王）圖多南嘉不滿英屬印度政府介入錫金內政，因此避往亞東的春丕河谷，並與西藏結為同盟。孟加拉政府邀請他出訪大吉嶺，但是他通知孟加拉政府，他於1886年簽訂了《嘎棱條約》，錫金承認只臣服於西藏與清廷，若出訪英屬大吉嶺必須西藏政府同意。
為阻止外國勢力的滲透，西藏一直禁止西方人入境遊歷與探路。1875年马嘉理事件后，李鸿章与英国公使威妥玛於1876年9月13日签订《烟台条约》，其中《入藏探路专条》允许英国人开辟印度与西藏间的交通。1884年，孟加拉省财务部长馬科雷率使團到錫金勘查入藏道路，之後開始修築從錫金到西藏的道路。1885年，英國發動第三次英緬戰爭，滅亡緬甸貢榜王朝，緬甸成为英国殖民地。依据中英《烟台条约》的规定，清政府在1885年11月给以马科雷为首的入藏使团成员颁发了护照，允许英人从印度到西藏进行考察。1886年，總理衙門大臣奕劻與英國公使歐格納簽訂《中英會議緬甸條款》，中國承認緬甸為英國屬地，英國則允許緬甸繼續向中國納貢，並同意马科雷使团暫緩入藏。西藏噶廈政府获悉马科雷使团事，認為這是英國入侵的前奏，决議不允许英人入藏，1886年，二百名藏军越過聯繫西藏和錫金的則里拉山口，在隆吐山修築堡壘炮台（隆吐山是從印度大吉嶺入藏的必經之路）。藏軍甚至威脅要攻下大吉嶺，造成當地人驚慌失措。:33

## 錫金、西藏邊界爭議

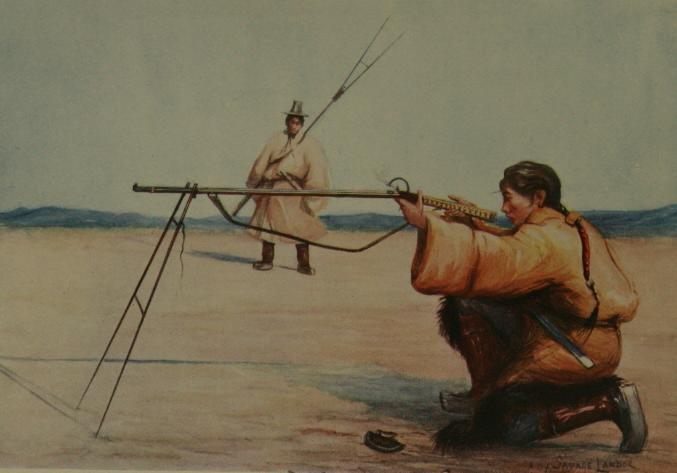
藏军士兵在练习火绳枪

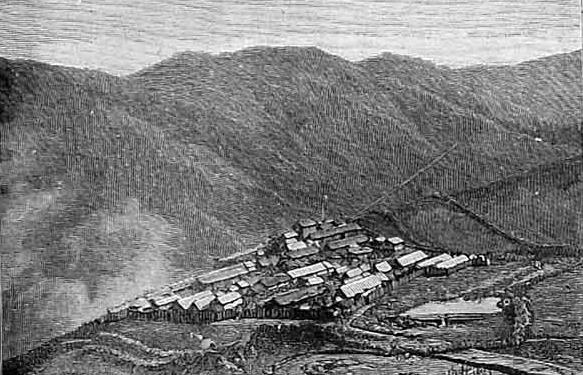
藏军在纳塘（Gnathong）的工事

馬科雷使團取消入藏後，藏軍仍然駐守隆吐山，阻斷藏印之間的貿易，引起英國不滿。英政府認為隆吐山是在英屬錫金境內，藏軍駐守隆吐山是「越界戍守」，向清政府要求藏軍撤出隆吐山，否則英國將出兵驅逐。1887年5月，英駐華公使華爾身照会清政府说：「若西藏兵丁不肯受屡次谏劝之语，仍在界外据守地方，则印度节度大使（即印度总督）势不得已，唯有自行设法，迫令（藏军）退出。」駐藏大臣文碩調查後奏報，隆吐原屬西藏熱納宗（又名「日納宗」）營官管轄，因錫金是西藏屬國，八世達賴喇嘛後將熱納宗一部分地方賜予錫金，並將熱納宗事務交予錫金王管理，文碩認為熱納宗仍屬西藏領土。華爾身依據1861年的《庭姆隆條約》，多次照會總理各國事務衙門，指責藏軍越界戍守，限藏軍於1888年3月15日以前撤出隆吐，否則出兵驅逐。清政府三月將主戰的文碩撤職，命主和派大臣升泰出任驻藏帮办大臣。升泰到任後清查舊檔，奏報隆吐山實屬錫金，獲得清廷認可。:37查爾斯·阿爾弗雷德·貝爾1904年從藏人得知，藏錫邊界過去曾依高山森林—低地森林（即松樹林帶以上屬西藏，竹林帶以下屬錫金，分界線約海拔11,500英尺）畫界，而不是依山脊畫界，這可能是西藏主張隆吐山屬於西藏的理由之一。

## 隆吐山战役

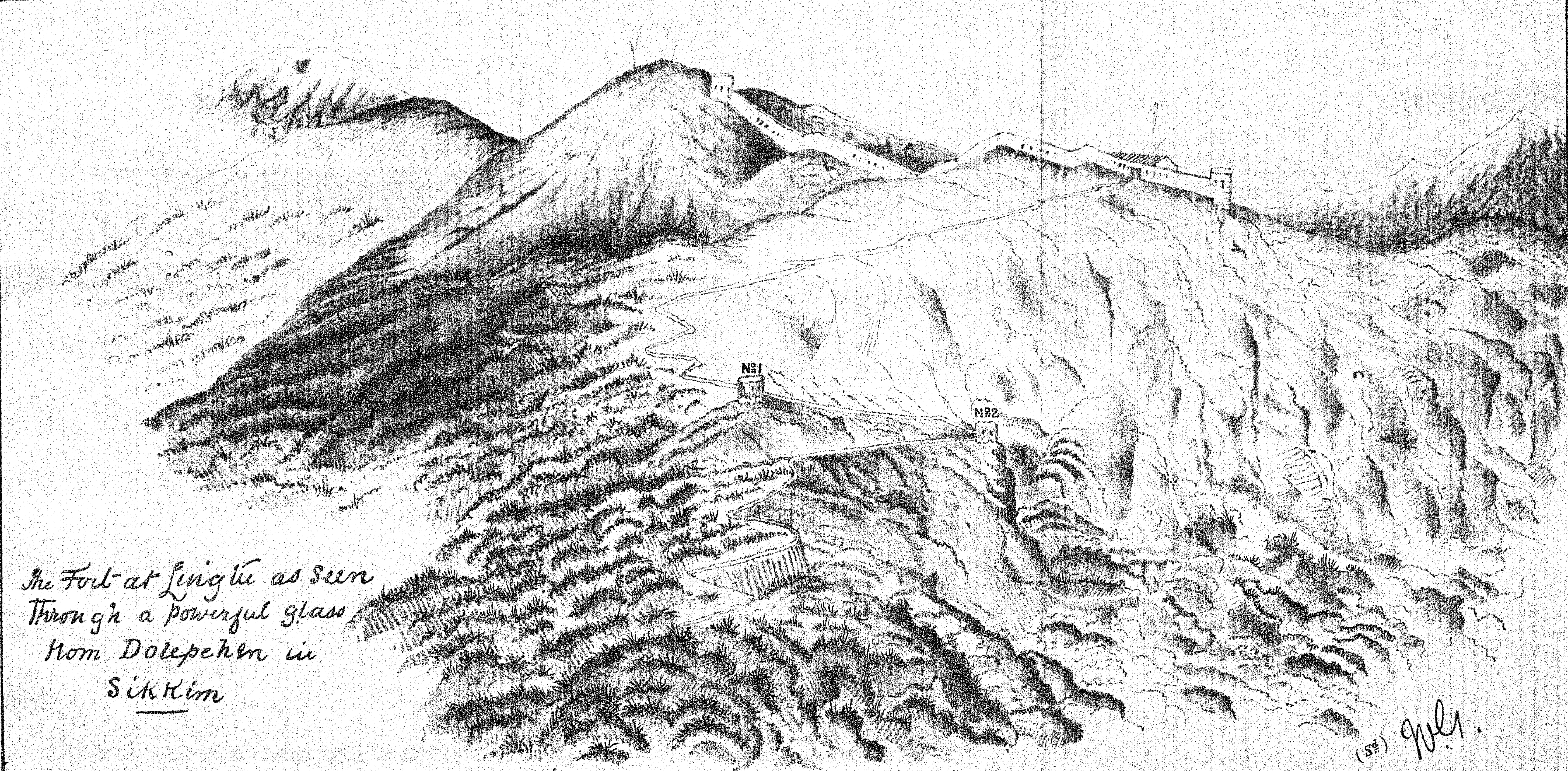
隆吐山高地碉堡素描

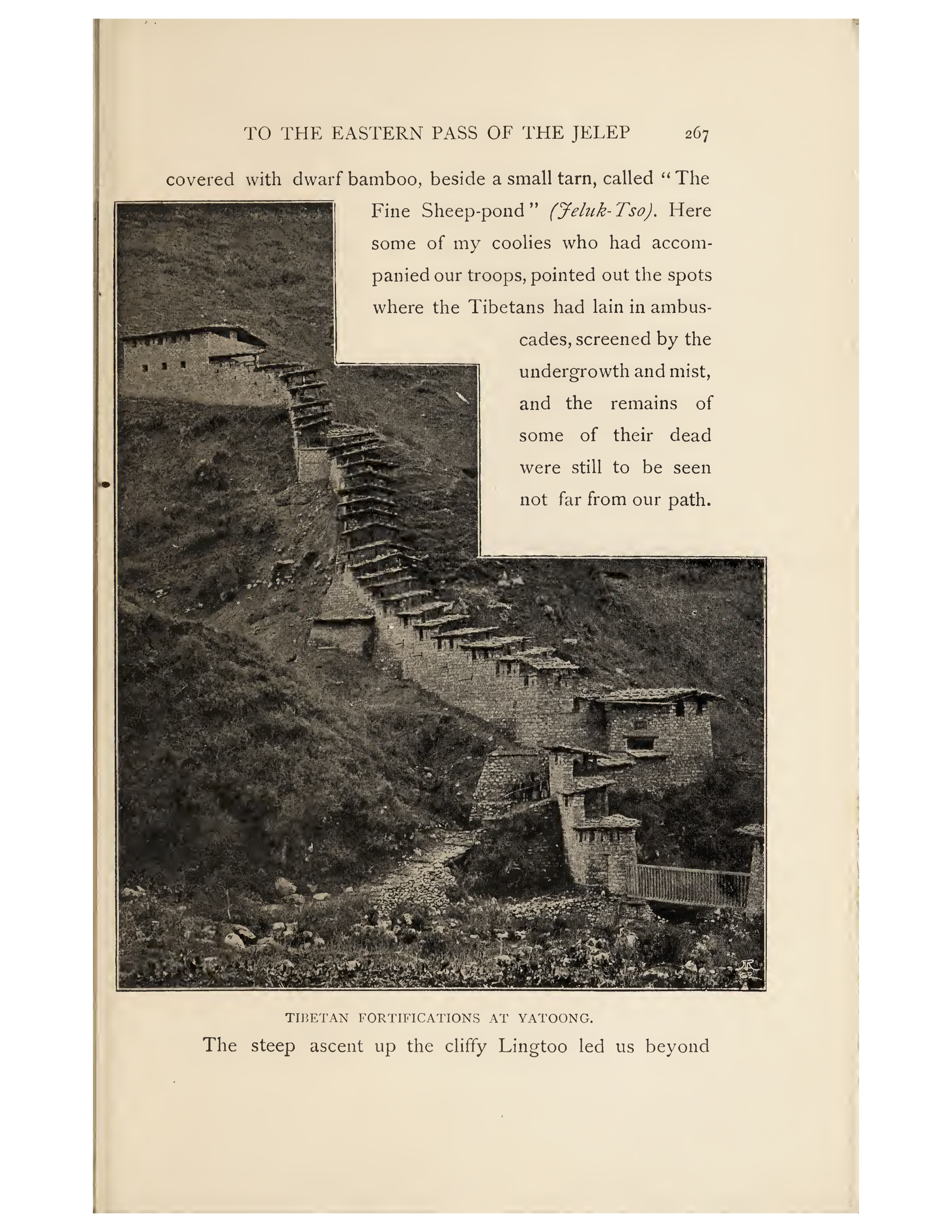
隆吐山高地碉堡1900年照片

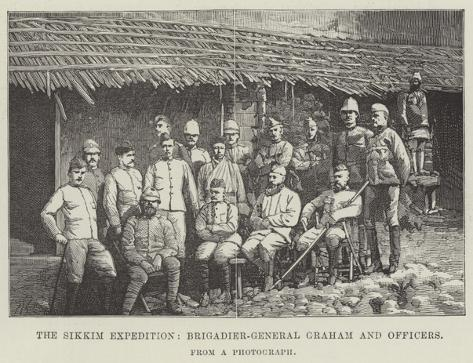
《倫敦新聞畫報》上的托马斯·格拉汉姆上校與英軍官兵

英國所定藏軍撤兵最後期限是1888年3月15日，英軍寬限五日後藏軍仍未撤兵，1888年（光緒十四年）3月20日，英国军官纳尔率兵四、五百名，进攻駐守隆吐山（位于现在锡金与印度西孟加拉邦边境）下扎鲁隘口的藏军。守卫隆吐山的藏军仅有一个营约200人，在隆吐山高地碉堡配置的生铁铸造的称之为“色石”的两尊大炮轰击下，手持土枪、刀、弓箭、矛等兵器的藏军，将英军击退。3月21日晨，英军再度发动进攻，英军陣亡约百余人，藏军五团甲本欧珠次仁等18人也在这次战斗中陣亡。3月25日，英军调来大批援军，托马斯·格雷姆（英語：Thomas Graham）上校率队再次进攻，并运来了大炮等重型武器，接连用密集的炮火轰炸隆吐山阵地，造成藏军很大伤亡，藏军阵地工事全摧毁，损失惨重，情况危急。此时噶厦摄政德木·阿旺洛桑赤列绕杰派来的锡金边境藏军总司令噶伦拉鲁·伊喜洛布旺曲亲临前线，继续指挥战斗，顽强地守御隆吐山阵地。然而，藏军终因寡不敌众，无奈突围，隆吐失守，“色石”也被英军缴获。藏军退至捻纳附近的卓玛依等地。4月21日，英軍佔領隆吐山以北的纳塘（Gnathong，现在属于印度锡金），在當地構築防禦工事。:21
升泰到西藏后，忠实执行清政府的主和政策，命令藏军於帕里待命，不得反擊英軍。但西藏噶厦仍下令僧俗1万多人赴前线，在6月到10月间与英军多次作战，试图收复隆吐山。拉鲁·伊喜罗布汪曲为了收复該地，积极部署力量，不断组织反攻。1888年6月，藏军3000人向隆吐山第二次反攻，企图收复該地，但结果又遭失败。一批批从康区、工布、波密等地征调的军队经过拉萨开往前线，十三世达赖亲自为每个藏军战士摩顶祝福。8月，援军到达亚东前线，集结军民武装一万余人，与英军对峙。9月，拉鲁·伊喜罗布汪曲指挥藏军在捻纳山、都纳山两山头扎营扼守，部署第三次反攻。
1888年9月，藏军第三次反攻开始，这次藏军乘英军夜晚驻扎在距纳塘一英里半的地方，于一夜之间，在海拔4115米的提俄可岭上筑起了一道长三里、高三、四尺的屏障。到第二天拂晓，被英军发觉，“惊诧为鬼工”，英軍分左中右三路进攻，向聚集在此的七千名藏兵“开炮轰击，藏人终至大败涂地”，纳塘就此落入英军手中，英军乘胜追击，藏军“连夜奔逃，以致咱利、亚东、朗热等隘同日失去”，“统带噶布伦公爵伊喜洛布汪曲于二十日败回仁进冈”:23-24（仁进冈现在叫仁青岗，是中华人民共和国西藏自治区日喀则市亚东县下亚东乡下辖的一个村），遇江孜守备都司萧占先，“伊喜洛布汪曲仓皇面告萧占先云，洋兵火炮甚利，万难抵敌，赶紧迅速同走逃命为是”，“言语之间，枪声不断，（英军）旋踵而至”，“伊喜洛布汪曲见洋兵已近，飞窜而去”。
江孜守备萧占先奉四川總督劉秉璋命，往止藏军无妄动，闻败，立江孜泛帜于道。英兵见之，乃止不攻。占先与英将萨海会于仁进冈，占先曰：“奈何涉吾境？”萨海曰：“藏番来攻，追之及此。”占先曰：“藏番，吾属也。乱番可诛，良番何罪，受此屠戮？君独不念中英两国之谊乎？”萨海曰：“惟然，故入境无所犯。天气渐寒，今归耳。”乃退师。
据《泰晤士报》估计，在藏军三次反攻这三个多月的战事中，藏军和平民傷亡1,000多人。

## 影响
战争结束之后，清政府派升泰赴亚东与英国方面会谈。1890年，升泰與英印官員在亞東簽訂《中英藏印條約》，承認哲孟雄（錫金）為英國保護國，開放亞東為商埠，英国在亚东享有治外法权。此后，1893年，清政府又与英国在印度大吉岭签订《中英藏印续约》（《中英藏印条款》），在西藏开亚东关通商，“听任英国诸色商民前往贸易”，英印政府可派员驻扎亚东关查看贸易，亚东关开关之后，五年内藏印贸易互免关税。

## 紀念碑
英軍1909年在纳塘（Gnathong，現在屬於印度錫金邦）立碑紀念在此役陣亡的英軍。

## 外部連結
- 文碩奏折中所指「藏南察勘疆域界址圖」見馮明珠. . 故宮文物月刊. 2011年8月, (341期)  [2022-12-23]. ISSN 1011-9078. （原始内容存档于2022-12-25）.
- 錫金、西藏邊界爭議見张永攀.  (PDF). 边界与海洋研究. 2017年9月, 第2卷 (第5期)  [2018-04-10]. （原始内容存档 (PDF)于2020-06-24）.
- 英國陸軍參謀部情報局對隆吐山戰役的報告見：Paget, William Henry. . 1907年: 50-62頁.（英文）
- 英國陸軍舍伍德森林團（英语：Sherwood Foresters）對隆吐山戰役的報告見：Captain H. A. Iggulden. . London: Swan Sonnenschein. 1900年.（英文）該書引言是孟加拉副省長對於戰役背景的介紹。
- 一位不丹喇嘛紀念此役的詩英譯見：Michael Aris. . Samten Gyaltsen Karmay; Philippe Sagant  (编). . Société d'éthnologie. 1997: 186–190. ISBN 978-2-901161-49-3.